# STAR BOX EXTRA 米米CLUB
『STAR BOX EXTRA』（スター・ボックス・エクストラ）は米米CLUBのベスト・アルバム。2001年12月5日発売。発売元はソニー・ミュージックハウス。

## 概要
ソニー・ミュージックハウス（現・ソニー・ミュージックダイレクト）がベスト・アルバム廉価版企画「STAR BOX EXTRA」シリーズの米米CLUB版。解散後のリリース・レコード会社主導の企画盤で、メンバーは一切関わりのない作品であるが、米米CLUBの基本的な代表曲を通史的に網羅している。

## 収録曲[1]
1. I・CAN・BE
2. Shake Hip!
3. sure danse
4. KOME KOME WAR
5. TIME STOP
6. FUNK FUJIYAMA
7. 浪漫飛行
8. ひとすじになれない
9. 君がいるだけで
10. 愛はふしぎさ
11. ア・ブラ・カダ・ブラ
12. SO COOL
13. 愛 Know マジック
14. すべてはホントでウソかもね
15. Special Love